# 李常嫔
常嫔李氏，葬於金山皇族園寢，明朝嘉靖帝之嬪。

## 生平
李氏的出生、入宮及去世時間均待考，《明世宗肅皇帝實錄》未有冊封或追封李氏為常嬪的記載。嘉靖二十四年九月，李拱辰的兒子李應時上奏進獻李敬嬪之二妹。禮部覆議是否准許選進，嘉靖帝下旨曰：「着查照前例進入」。隨後，禮部上奏請求選定進獻的吉日，但未獲得嘉靖帝的旨意。李應時等人多次上奏請求進獻李敬嬪之二妹，禮部根據先前的旨意，指示他們繼續等待。嘉靖二十五年十一月十五日，李拱辰因未得到嘉靖帝明確的旨意，於是「自造黄旗二面、大紅段一幅」，上面寫着「屢奉聖旨九次」等字樣，與他的兒子李應時、李應龍親自帶到禮部，當堂聲稱要在當月二十日冬至節日按照前例進獻女兒。禮部查閱以往選取女子的慣例，發現必須經過內外多次挑選，從眾多候選者中選出年貌合適的女子，然後才會將她們引進宮中。禮部考慮到李拱辰曾多次上奏請求，甚至堅持要在冬至日進獻女兒，擔心到時無法阻止他，於是上奏請示嘉靖帝的旨意，並建議令欽天監另選吉日讓李氏的父母將她送至東華門，由內夫人引入宮中，讓內夫人及女官在宮內進行挑選，確認合適之後，再演習禮數，等待嘉靖帝的引見。就此事，嘉靖帝下旨曰：「准於冬至慶宴日，着自東華門入，供饌、賞賜俱照前例行」。傅維鱗撰《明書》稱李敬嬪之妹為「夫人李氏」，未知李常嬪與《明書》中的「夫人李氏」是否為同一人。目前僅知李常嬪最晚在《宛署雜記》成書時（1593年）已經去世，葬於金山皇族園寢。崇禎年間太常寺所輯的《太常續考》稱德妃張氏、徽妃王氏、莊嬪王氏、惠嬪韋氏、常嬪陳氏、常嬪李氏、裕嬪王氏七人各為一墓。